# پتی گریفین
پتی گریفین (انگلیسی: Patty Griffin؛ زاده ۱۶ مارس ۱۹۶۴) موسیقی‌دان آمریکایی برنده جایزه گرمی است. وی از سال ۱۹۹۲ میلادی تاکنون مشغول فعالیت بوده‌است.